# اثر آلی

اثرات آلی بر اساس ماهیت وابستگی به انبوهی در انبوهی کم طبقه‌بندی می‌شوند. اگر جمعیت برای تراکم کم کاهش یابد، یک اثر آلی قوی وجود دارد. اگر نرخ تکثیر مثبت و در حال افزایش باشد، اثر آلی ضعیف وجود دارد. فرضیه صفر این است که نرخ تکثیر مثبت است اما در انبوهی کم کاهش می‌یابد.

اثر آلِی (به انگلیسی: Allee effect) پدیده‌ای در زیست‌شناسی است که با ارتباط بین اندازه یا انبوهی جمعیت و میانگین برازش فردی (اغلب بر اساس نرخ رشد سرانه جمعیت اندازه‌گیری می‌شود) در یک جمعیت یا گونه مشخص می‌شود.

## تعریف
تعریف عمومی پذیرفته‌شده اثر آلی، وابستگی به انبوهی مثبت یا همبستگی مثبت بین تراکم جمعیت و برازش فردی است. گاهی از آن به عنوان "کم‌جمعیتی" یاد می‌شود و آن را مشابه (یا حتی مترادف آن در نظر برخی) با " وابستگی " در زمینه علوم شیلات است. در زیر چند زیرمجموعه مهم از اثر آلی که در ادبیات بوم‌شناسی استفاده می‌شود ذکر شده است.

### مولفه در برابر اثر جمعیتی آلی
مولفه اثر آلی رابطه مثبت بین هر جزء قابل اندازه‌گیری برازش اندام فردی و انبوهی جمعیت است. اثر جمعیتی آلی رابطه مثبت بین برازش اندام کلی فردی و تراکم جمعیت است.

### اثر قوی در برابر اثر ضعیف آلی
اثر آلی قوی، یک اثر آلی جمعیتی با اندازه یا انبوهی جمعیت بحرانی است. اثر ضعیف آلی یک اثر آلی جمعیتی بدون اندازه یا انبوهی جمعیت بحرانی است.

## اصول انباشتگی آلی
به دلیل انبوهی افراد در پاسخ به: تفاوت‌های زیستگاه یا چشم‌انداز محلی، تغییرهای آب‌وهوای روزانه و فصلی، فرآیندهای تولیدمثلی یا در نتیجه جاذبه‌های اجتماعی، انبوهی افراد به‌وجود می‌آید.